# Wapen van Berlikum

Wapen van Berlikum

Het wapen van Berlikum is het dorpswapen van het Nederlandse dorp Berlikum, in de Friese gemeente Waadhoeke. Het wapen werd in de huidige vorm in 1991 geregistreerd.

## Geschiedenis
Berlikum is een van de Friese dorpen waarvan een oud dorpswapen is overgeleverd. Reeds in 1470 wordt een stadszegel van Berlikum vermeld. Een afbeelding van een kerk met het Lam Gods is aanwezig op een avondmaalsbeker uit 1601 en op een middeleeuwse steen in de Koepelkerk van Berlikum. De steen is afkomstig uit de Tichelerspijp, een brug aan de westkant van het dorp.  Het wapen van Berlikum diende onder meer als basis voor het logo van de plaatselijke voetbalvereniging SC Berlikum. In 2002 werd de vlag van Berlikum geregistreerd.

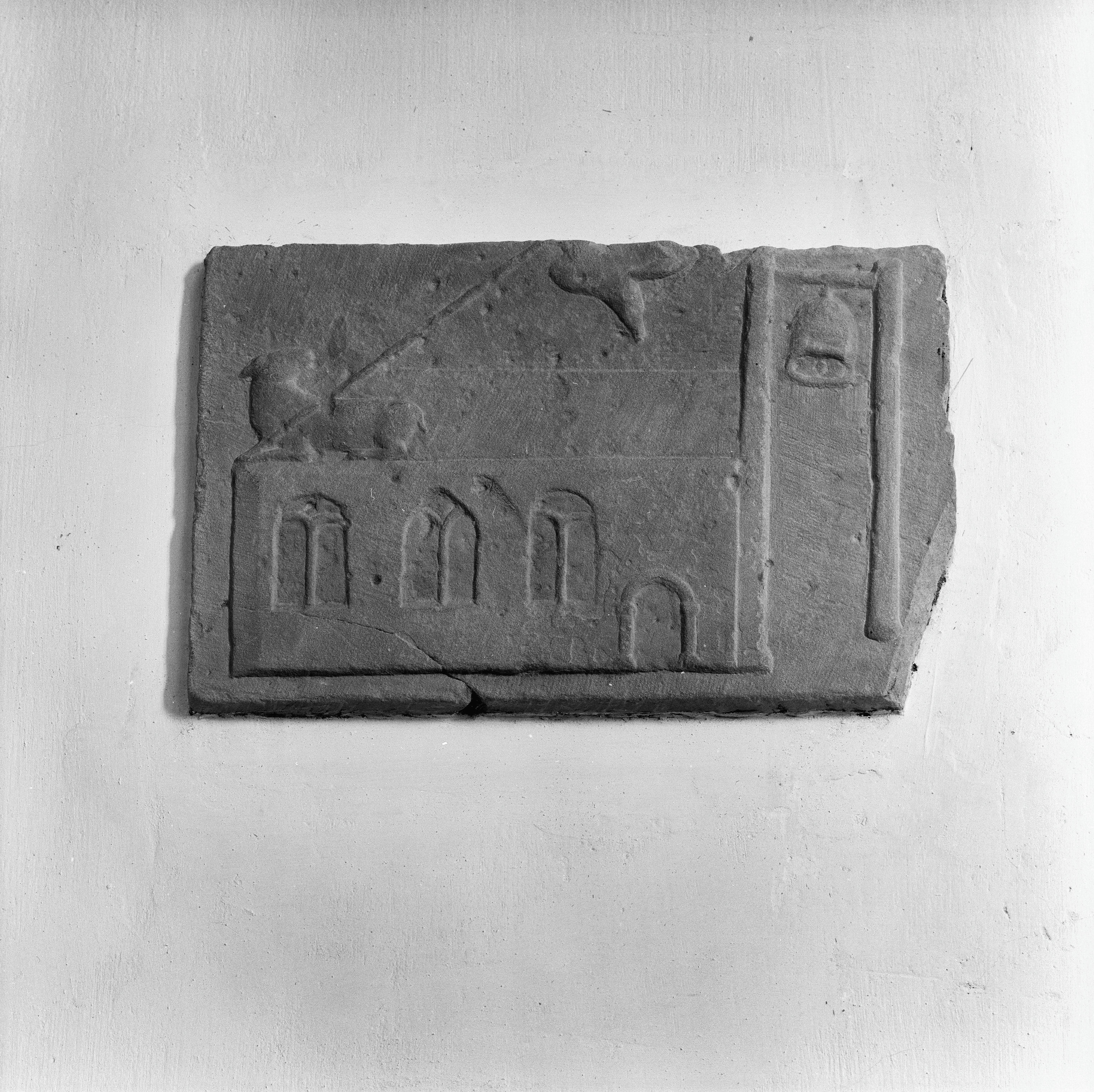
Middeleeuwse steen in de Koepelkerk van Berlikum.

## Beschrijving
De blazoenering van het wapen in het Fries luidt als volgt:
Yn goud in omkearde reade tsjerke mei in toer sûnder spits; de tsjerke mei trije sletten finsters en in sletten syddoar, op it fries (of de goate?) in omsjende Agnus Deï hâldend in skeanlinks pleatste sulveren swellesturt-krúsflagge mei read krús tusken de foarpoaten en ôfhingjende nei de toer; de toer mei op elke hoeke fan de ôfplatting in sulveren kûgel en in fjouwerkantich galmgat en dêryn sichtber in sulveren liedklok. It skyld dutsen mei in flekkekroan, fan goud mei op de hollebân sichtber trije moerbeiblêden en twa pearelpunten en yn de hollebân trije reade rútfoarmige stiennen mei dêrtusken twa griene ovale stiennen; de kroan fuorre fan read.
De Nederlandse vertaling luidt als volgt:
In goud een omgekeerde rode kerk met een toren zonder spits; de kerk met drie gesloten vensters en een gesloten zijdeur, op het fries (of de goot?) een omziende Agnus Deï houdend in schuinlinks geplaatste zilveren zwaluwstaart-kruisvlag met rood kruis tussen de voorpoten en afhangend naar de toren; de toren met op elke hoek van de afplatting een zilveren kogel en een vierkant galmgat en daarin zichtbaar een zilveren luidklok. Het schild gedekt met een vleckekroon, van goud met op de hoofdband zichtbaar drie moerbeibladen en twee parelpunten en in de hoofdband drie rode ruitvormige stenen met daartussen twee groene ovale stenen; de kroon gevoerd van rood.
De heraldische kleuren zijn: goud (geel), keel (rood), en zilver (zilver). Het schild wordt gedekt door een zogenaamde "vleckekroon".

## Symboliek
- Kerkgebouw: zou een afbeelding zijn van de voorganger van de huidige Koepelkerk. Enkel betrof de voorganger een kruiskerk, terwijl de afgebeelde kerk geen transept heeft.[3]
- Lam Gods: symbool voor Christus.
- Kroon: het wapen wordt gedekt door een zogenaamde "vleckekroon", voorbehouden aan dorpen met stadse kenmerken.[1]

## Zie ook

Vlag van Berlikum